# Le Pin-Murelet
Pour les articles homonymes, voir Le Pin.
Le Pin-Murelet est une commune française située dans le centre du département de la Haute-Garonne en région Occitanie.
Sur le plan historique et culturel, la commune est dans le pays de Comminges, correspondant à l’ancien comté de Comminges, circonscription de la province de Gascogne située sur les départements actuels du Gers, de la Haute-Garonne, des Hautes-Pyrénées et de l'Ariège. Exposée à un climat océanique altéré, elle est drainée par la Lieuze, le ruisseau de la Saverette, le ruisseau de Monsenac et par divers autres petits cours d'eau.
Le Pin-Murelet est une commune rurale qui compte 166 habitants en 2022, après avoir connu un pic de population de 509 habitants en 1846. Elle fait partie de l'aire d'attraction de Toulouse. Ses habitants sont appelés les Mureletains ou  Mureletaines.

## Géographie

### Localisation
La commune du Pin-Murelet se trouve dans le département de la Haute-Garonne, en région Occitanie.
Elle se situe à 41 km à vol d'oiseau de Toulouse, préfecture du département, à 26 km de Muret, sous-préfecture, et à 22 km de Cazères, bureau centralisateur du canton de Cazères dont dépend la commune depuis 2015 pour les élections départementales.
La commune fait en outre partie du bassin de vie de Rieumes.
Les communes les plus proches sont : 
Monès (2,2 km), Sajas (2,8 km), Plagnole (3,4 km), Laymont (3,5 km), Lautignac (3,9 km), Forgues (4,0 km), Montpézat (4,1 km), Montastruc-Savès (4,5 km).
Sur le plan historique et culturel, Le Pin-Murelet fait partie des collines gasconnes du Savès, délimitées au sud et à l'est par les reliefs plus marqués des collines du Comminges, annonciatrices de la chaîne des Pyrénées, qui se dévoile pleinement depuis les coteaux ou les vallées. Ce territoire s'organise autour de la large vallée de la Save, dont la confluence avec les autres vallées majeures que sont la Gesse et l’Aussoue, s'opère au nord,.
Le Pin-Murelet est limitrophe de six autres communes dont deux dans le département du Gers.
Les communes limitrophes sont  Lautignac, Laymont, Montpezat, Monès, Plagnole et Sajas.
| Laymont (Gers)   | Monès          | Plagnole  |
| Montpézat (Gers) | du Pin-Murelet | Lautignac |
|                  | Sajas          |           |

### Relief et géologie
La superficie de la commune est de 1 204 hectares ; son altitude varie de 207  à   352 mètres.

### Hydrographie

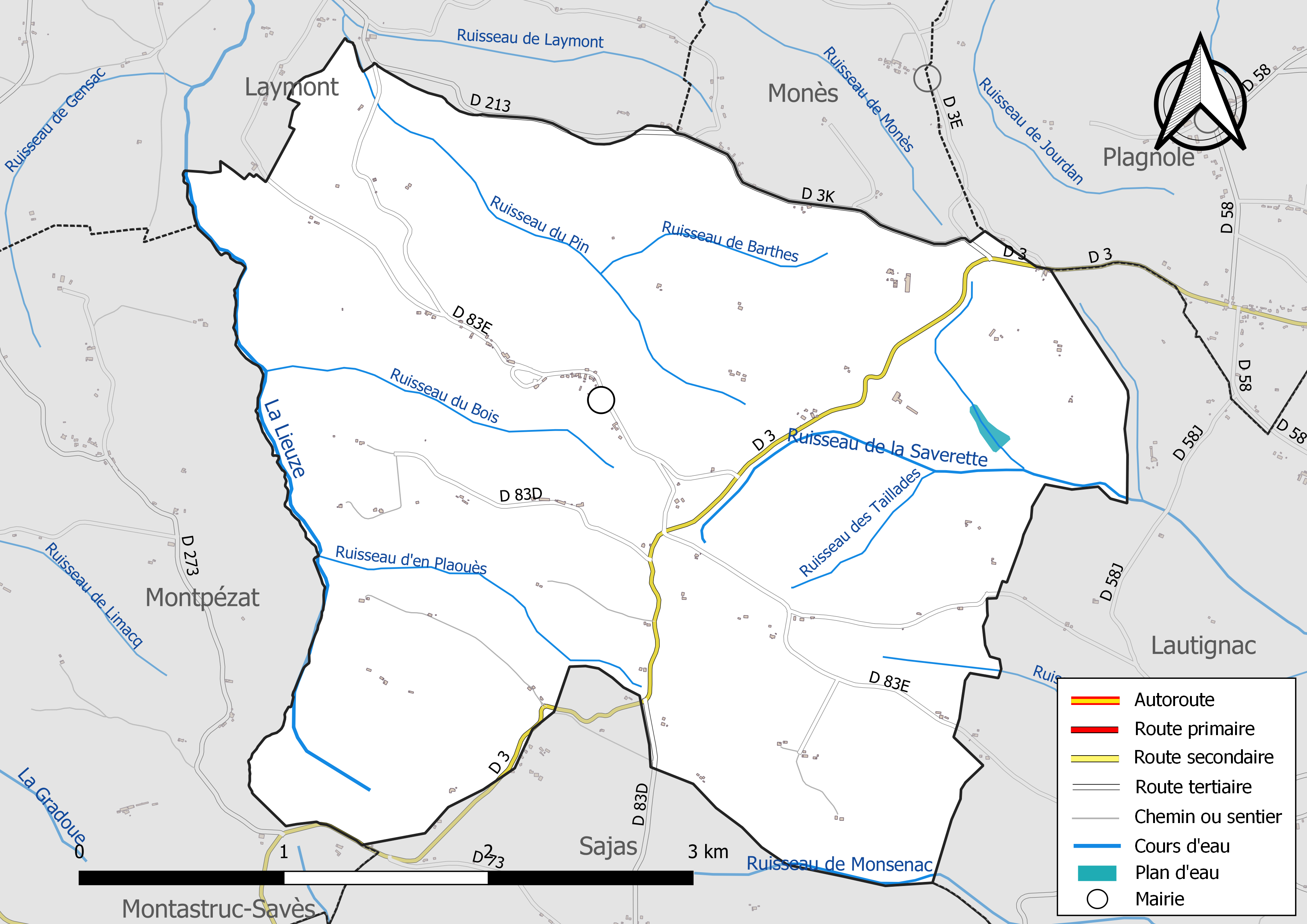
Réseaux hydrographique et routier duPin-Murelet.

La commune est dans le bassin de la Garonne, au sein du bassin hydrographique Adour-Garonne. Elle est drainée par la Lieuze, le ruisseau de la Saverette, le ruisseau de Monsenac, le ruisseau de Barthes, le ruisseau de Lagassat, le ruisseau d'en Plaouès, le ruisseau des Taillades, le ruisseau du Bois, le ruisseau du Pin et par deux petits cours d'eau, constituant un réseau hydrographique de 16 km de longueur totale,.
La Lieuze, d'une longueur totale de 15,9 km, prend sa source dans la commune et s'écoule vers le nord. Elle traverse la commune et se jette dans l'Aussoue à Nizas (32), après avoir traversé 8 communes.

### Climat
Pour des articles plus généraux, voir Climat de l'Occitanie et Climat de la Haute-Garonne.
En 2010, le climat de la commune est de type climat océanique altéré, selon une étude s'appuyant sur une série de données couvrant la période 1971-2000. En 2020, Météo-France publie une typologie des climats de la France métropolitaine dans laquelle la commune est toujours exposée à un climat océanique altéré et est dans la région climatique Aquitaine, Gascogne, caractérisée par une pluviométrie abondante au printemps, modérée en automne, un faible ensoleillement au printemps, un été chaud (19,5 °C), des vents faibles, des brouillards fréquents en automne et en hiver et des orages fréquents en été (15 à 20 jours).
Pour la période 1971-2000, la température annuelle moyenne est de 12,5 °C, avec une amplitude thermique annuelle de 15,1 °C. Le cumul annuel moyen de précipitations est de 799 mm, avec 9,1 jours de précipitations en janvier et 6,3 jours en juillet. Pour la période 1991-2020, la température moyenne annuelle observée sur la station météorologique la plus proche, située sur la commune de Lherm à 17 km à vol d'oiseau, est de 13,6 °C et le cumul annuel moyen de précipitations est de 620,4 mm,. Pour l'avenir, les paramètres climatiques de la commune estimés pour 2050 selon différents scénarios d’émission de gaz à effet de serre sont consultables sur un site dédié publié par Météo-France en novembre 2022.

### Milieux naturels et biodiversité
Aucun espace naturel présentant un intérêt patrimonial n'est recensé sur la commune dans l'inventaire national du patrimoine naturel,,.

## Urbanisme

### Typologie
Au 1er janvier 2024, Le Pin-Murelet est catégorisée commune rurale à habitat très dispersé, selon la nouvelle grille communale de densité à sept niveaux définie par l'Insee en 2022.
Elle est située hors unité urbaine. Par ailleurs la commune fait partie de l'aire d'attraction de Toulouse, dont elle est une commune de la couronne,. Cette aire, qui regroupe 527 communes, est catégorisée dans les aires de 700 000 habitants ou plus (hors Paris),.

### Occupation des sols
L'occupation des sols de la commune, telle qu'elle ressort de la base de données européenne d’occupation biophysique des sols Corine Land Cover (CLC), est marquée par l'importance des territoires agricoles (93,4 % en 2018), une proportion sensiblement équivalente à celle de 1990 (93,5 %). La répartition détaillée en 2018 est la suivante : 
terres arables (79,7 %), zones agricoles hétérogènes (13,7 %), forêts (6,6 %). L'évolution de l’occupation des sols de la commune et de ses infrastructures peut être observée sur les différentes représentations cartographiques du territoire : la carte de Cassini (XVIIIe siècle), la carte d'état-major (1820-1866) et les cartes ou photos aériennes de l'IGN pour la période actuelle (1950 à aujourd'hui).

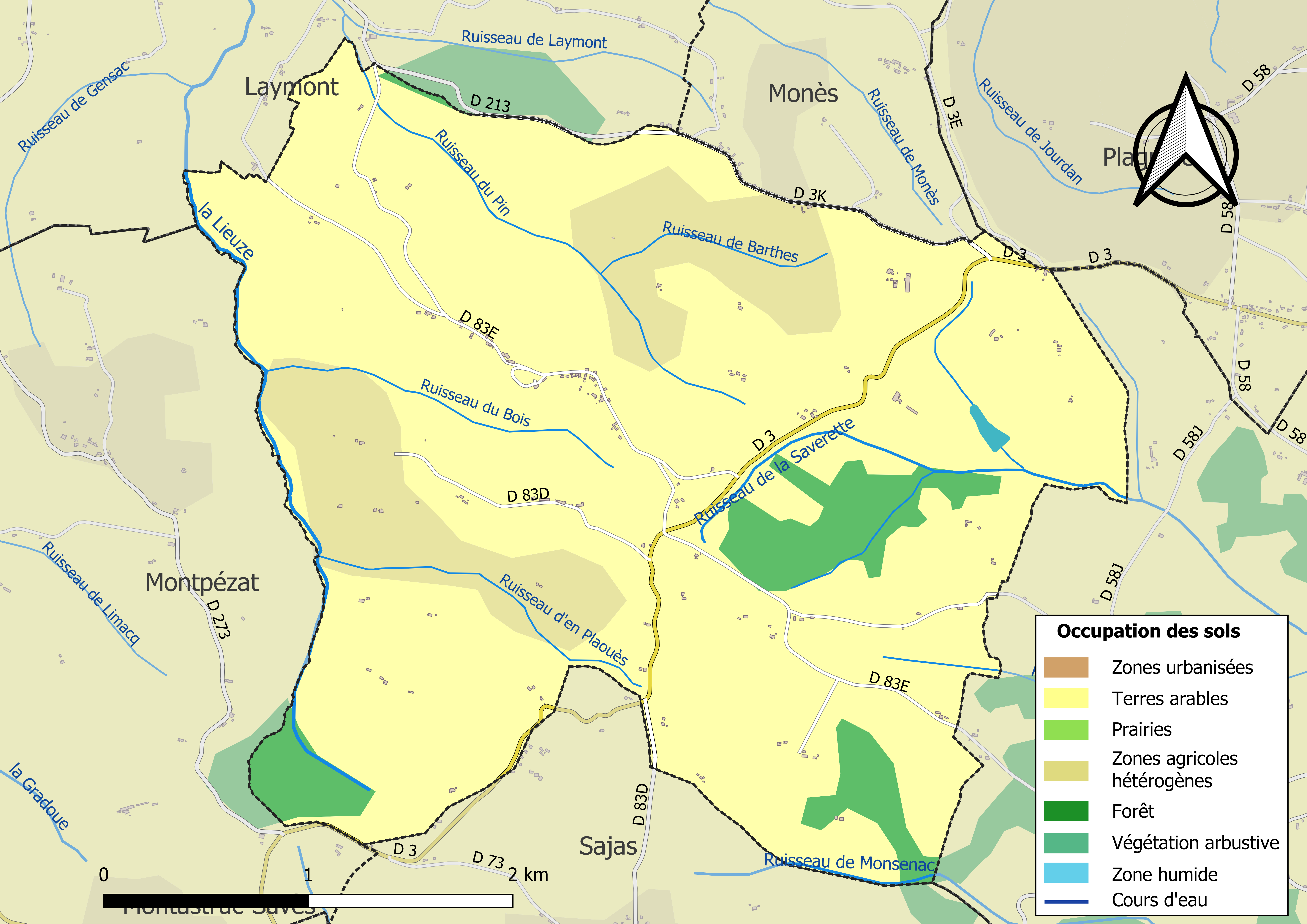
Carte des infrastructures et de l'occupation des sols de la commune en 2018 (CLC).

### Risques majeurs
Le territoire de la commune duPin-Murelet est vulnérable à différents aléas naturels : météorologiques (tempête, orage, neige, grand froid, canicule ou sécheresse) et séisme (sismicité faible). Un site publié par le BRGM permet d'évaluer simplement et rapidement les risques d'un bien localisé soit par son adresse soit par le numéro de sa parcelle.

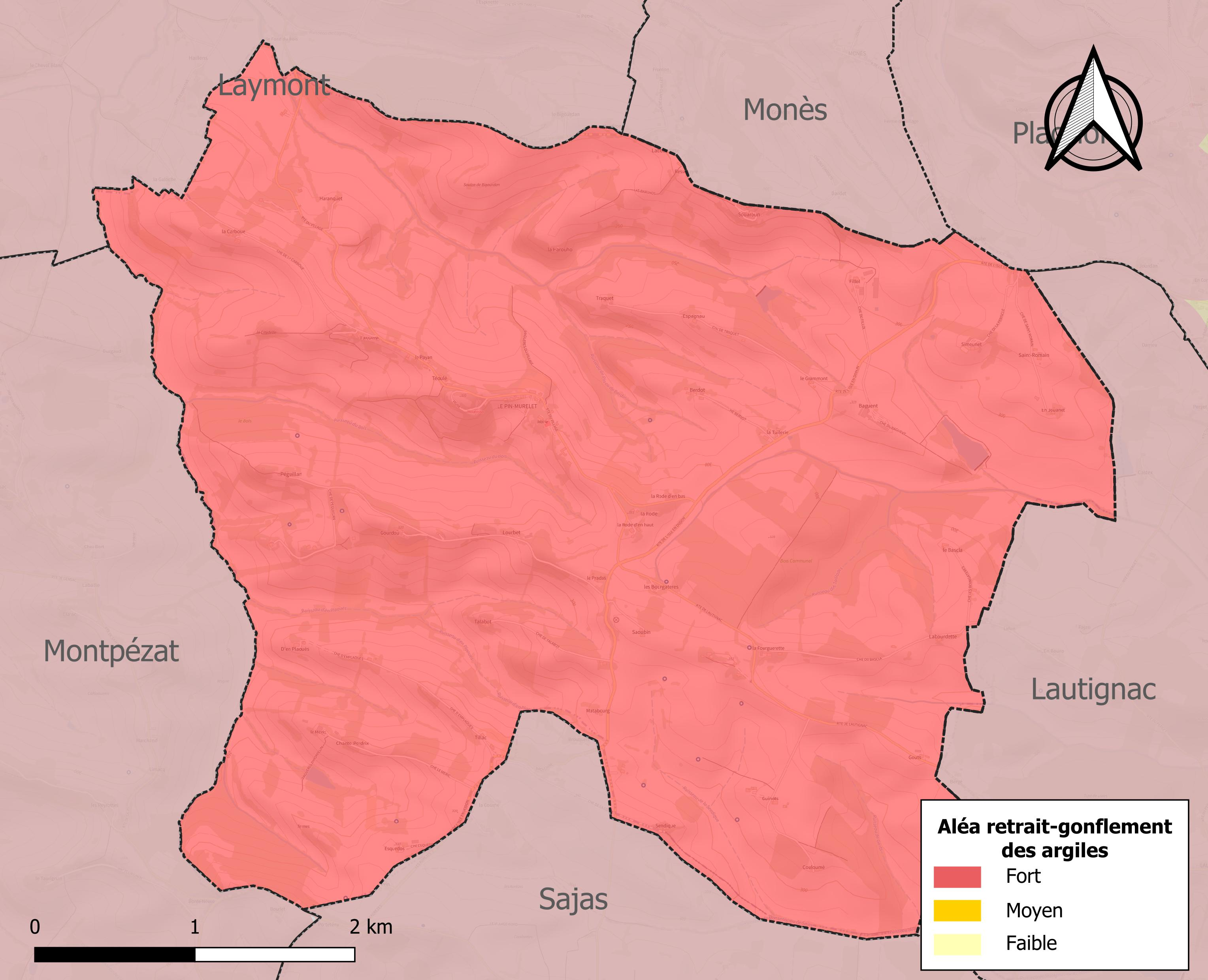
Carte des zones d'aléa retrait-gonflement des sols argileux duPin-Murelet.

Le retrait-gonflement des sols argileux est susceptible d'engendrer des dommages importants aux bâtiments en cas d’alternance de périodes de sécheresse et de pluie. La totalité de la commune est en aléa moyen ou fort (88,8 % au niveau départemental et 48,5 % au niveau national). Sur les 87 bâtiments dénombrés sur la commune en 2019, 87 sont en aléa moyen ou fort, soit 100 %, à comparer aux 98 % au niveau départemental et 54 % au niveau national. Une cartographie de l'exposition du territoire national au retrait gonflement des sols argileux est disponible sur le site du BRGM,.
Par ailleurs, afin de mieux appréhender le risque d’affaissement de terrain, l'inventaire national des cavités souterraines permet de localiser celles situées sur la commune.
Concernant les mouvements de terrains, la commune a été reconnue en état de catastrophe naturelle au titre des dommages causés par la sécheresse en 1989, 1993, 2003, 2011 et 2017 et par des mouvements de terrain en 1999.

## Politique et administration

### Administration municipale
Le nombre d'habitants au recensement de 2011 étant compris entre 100 et 499, le nombre de membres du conseil municipal pour l'élection de 2014 est de onze,.

### Rattachements administratifs et électoraux
Commune faisant partie de la huitième circonscription de la Haute-Garonne de la communauté de communes Cœur de Garonne et du canton de Cazères (avant le redécoupage départemental de 2014, Le Pin-Murelet faisait partie de l'ex-canton de Rieumes) et avant le 1er janvier 2017 elle faisait aussi partie de la communauté de communes du Savès.

### Liste des maires
| Période                                  | Période  | Identité                       | Étiquette | Qualité |
| ---------------------------------------- | -------- | ------------------------------ | --------- | --- |
| Les données manquantes sont à compléter. |          |                                |           | |
| 1792                                     | 1793     | Jean François Mulé             |           | Maire, officier public, membre du conseil général de la commune du Pin |
| 1793                                     | 1793     | Jean Coujoun                   |           | Prêtre, curé du Pin, officier public, membre du conseil général de la commune du Pin |
| 1794                                     | 1795     | François Labatut               |           | Officier public, membre du conseil général de la commune du Pin |
| 1795                                     | 1797     | Jean François Mulé             |           | Agent municipal, membre du conseil général de la commune du Pin |
| 1797                                     | 1797     | Jean Paul Gilbert Marie Lesage |           | Agent municipal de la commune du Pin |
| 1797                                     | 1798     | François Daubriac              |           | Adjoint municipal de la commune du Pin |
| 1798                                     | 1798     | Simon Lacomme                  |           | Adjoint municipal de la commune de Goux (commune rattachée à celle du Pin en 1819) |
| 1798                                     | 1800     | Thomas Darrieux                |           | Adjoint municipal puis agent municipal de la commune du Pin |
| 1799                                     | 1799     | Pierre Mulé                    |           | Agent municipal de la commune du Pin |
| 1800                                     | 1811     | Jean François Mulé             |           | |
| 1811                                     | 1813     | Jean Pierre Dauban             |           | |
| 1813                                     | 1816     | B. Desperun                    |           | |
| 1816                                     | 1828     | François Mulé                  |           | |
| 1828                                     | 1831     | J. Lesage                      |           | |
| 1831                                     | 1831     | Jean Baptiste Joseph Mulé      |           | |
| 1832                                     | 1835     | Pierre Marie Mulé              |           | |
| 1835                                     | 1837     | Jean Doméjean                  |           | |
| 1837                                     | 1840     | Jean Bernard Mulé              |           | |
| 1841                                     | 1848     | Pierre Doméjean                |           | Meunier |
| 1848                                     | 1848     | Jean Bernard Mulé              |           | |
| 1848                                     | 1870     | Gustave Darrieux               |           | |
| 1870                                     | 1874     | Jean Pierre Mulé               |           | Président de la commission municipale puis maire |
| 1874                                     | 1878     | Jean François Mulé             |           | |
| 1878                                     | 1889     | Gilbert Lesage                 |           | |
| 1889                                     | 1896     | Auguste Escanecrabe            |           | |
| 1896                                     | 1904     | Jean Pierre Lacomme            |           | |
| 1904                                     | 1921     | Sylvain Commelongue            |           | |
| 1921                                     | 1921     | Louis Mirepoix                 |           | Président de la délégation spéciale. Cette délégation a été instituée par décret présidentiel du 28 avril 1921 et remplit les fonctions du Conseil municipal à la suite de sa démission collective. |
| 1921                                     | 1945     | Jean Marie Bouchard            |           | |
| 1945                                     | 1983     | Marcel Bouchard                |           | |
| 1983                                     | 1995     | Adolphe Sansas                 |           | Agriculteur |
| 1995                                     | En cours | Hubert Soules                  | DVD       | Agriculteur retraité |
| Les données manquantes sont à compléter. |          |                                |           | |

## Population et société

### Démographie
L'évolution du nombre d'habitants est connue à travers les recensements de la population effectués dans la commune depuis 1793. Pour les communes de moins de 10 000 habitants, une enquête de recensement portant sur toute la population est réalisée tous les cinq ans, les populations de référence des années intermédiaires étant quant à elles estimées par interpolation ou extrapolation. Pour la commune, le premier recensement exhaustif entrant dans le cadre du nouveau dispositif a été réalisé en 2007.

En 2022, la commune comptait 166 habitants, en évolution de −3,49 % par rapport à 2016 (Haute-Garonne : +8,02 %, France hors Mayotte : +2,11 %).
| 1793 | 1800 | 1806 | 1821 | 1831 | 1836 | 1841 | 1846 | 1851 |
| ---- | ---- | ---- | ---- | ---- | ---- | ---- | ---- | ---- |
| 221  | 396  | 407  | 454  | 442  | 500  | 500  | 509  | 502  |

| 1856 | 1861 | 1866 | 1872 | 1876 | 1881 | 1886 | 1891 | 1896 |
| ---- | ---- | ---- | ---- | ---- | ---- | ---- | ---- | ---- |
| 504  | 486  | 480  | 438  | 418  | 425  | 438  | 421  | 415  |

| 1901 | 1906 | 1911 | 1921 | 1926 | 1931 | 1936 | 1946 | 1954 |
| ---- | ---- | ---- | ---- | ---- | ---- | ---- | ---- | ---- |
| 405  | 351  | 347  | 285  | 279  | 276  | 273  | 247  | 230  |

| 1962 | 1968 | 1975 | 1982 | 1990 | 1999 | 2006 | 2007 | 2012 |
| ---- | ---- | ---- | ---- | ---- | ---- | ---- | ---- | ---- |
| 209  | 149  | 147  | 144  | 149  | 151  | 178  | 182  | 171  |

| 2017 | 2022 | - | - | - | - | - | - | - |
| ---- | ---- | - | - | - | - | - | - | - |
| 176  | 166  | - | - | - | - | - | - | - |

| selon la population municipale des années : | 1968 | 1975 | 1982 | 1990 | 1999 | 2006 | 2009 | 2013 |
| Rang de la commune dans le département      | 435  | 440  | 402  | 387  | 409  | 397  | 397  | 416  |
| Nombre de communes du département           | 592  | 582  | 586  | 588  | 588  | 588  | 589  | 589  |

### Enseignement
Le Pin-Murelet fait partie de l'académie de Toulouse.

### Écologie et recyclage
La collecte et le traitement des déchets des ménages et des déchets assimilés ainsi que la protection et la mise en valeur de l'environnement se font dans le cadre de la Communauté de communes Cœur de Garonne
Il existe une déchèterie située sur la commune de Rieumes.

## Économie

### Revenus
En 2018  (données Insee publiées en septembre 2021), la commune compte 71 ménages fiscaux, regroupant 164 personnes. La médiane du revenu disponible par unité de consommation est de 20 330 € (23 140 € dans le département).

### Emploi
|                | 2008  | 2013  | 2018   |
| -------------- | ----- | ----- | ------ |
| Commune        | 4,3 % | 7,8 % | 10,9 % |
| Département    | 7,7 % | 9,6 % | 9,3 %  |
| France entière | 8,3 % | 10 %  | 10 %   |

En 2018, la population âgée de 15 à 64 ans s'élève à 118 personnes, parmi lesquelles on compte 73,1 % d'actifs (62,2 % ayant un emploi et 10,9 % de chômeurs) et 26,9 % d'inactifs,. En  2018, le taux de chômage communal (au sens du recensement) des 15-64 ans est supérieur à celui du département et de la France, alors qu'en 2008 la situation était inverse.
La commune fait partie de la couronne de l'aire d'attraction de Toulouse, du fait qu'au moins 15 % des actifs travaillent dans le pôle,. Elle compte 24 emplois en 2018, contre 18 en 2013 et 28 en 2008. Le nombre d'actifs ayant un emploi résidant dans la commune est de 76, soit un indicateur de concentration d'emploi de 31,6 % et un taux d'activité parmi les 15 ans ou plus de 60,1 %.
Sur ces 76 actifs de 15 ans ou plus ayant un emploi, 21 travaillent dans la commune, soit 28 % des habitants. Pour se rendre au travail, 82,9 % des habitants utilisent un véhicule personnel ou de fonction à quatre roues, 2,6 % s'y rendent en deux-roues, à vélo ou à pied et 14,5 % n'ont pas besoin de transport (travail au domicile).

### Activités hors agriculture
8 établissements sont implantés  au Pin-Murelet au 31 décembre 2019.
Le secteur des autres activités de services est prépondérant sur la commune puisqu'il représente 25 % du nombre total d'établissements de la commune (2 sur les 8 entreprises implantées  au Le Pin-Murelet), contre 7,9 % au niveau départemental.

### Agriculture
La commune est dans les « Coteaux du Gers », une petite région agricole occupant une partie nord-ouest du département de la Haute-Garonne, caractérisée par une succession de coteaux peu accidentés, les surfaces cultivées étant entièrement dévolues aux grandes cultures. En 2020, l'orientation technico-économique de l'agriculture  sur la commune est la polyculture et/ou le polyélevage.
|               | 1988 | 2000 | 2010  | 2020 |
| ------------- | ---- | ---- | ----- | ---- |
| Exploitations | 27   | 18   | 17    | 15   |
| SAU (ha)      | 836  | 772  | 1 146 | 739  |

Le nombre d'exploitations agricoles en activité et ayant leur siège dans la commune est passé de 27 lors du recensement agricole de 1988  à 18 en 2000 puis à 17 en 2010 et enfin à 15 en 2020, soit une baisse de 44 % en 32 ans. Le même mouvement est observé à l'échelle du département qui a perdu pendant cette période 57 % de ses exploitations,. La surface agricole utilisée sur la commune a également diminué, passant de 836 ha en 1988 à 739 ha en 2020. Parallèlement la surface agricole utilisée moyenne par exploitation a augmenté, passant de 31 à 49 ha.

## Culture locale et patrimoine

### Lieux et monuments
- Église Sainte-Marie-Magdeleine, avec son clocher-mur renfermant trois cloches.